# Cenei

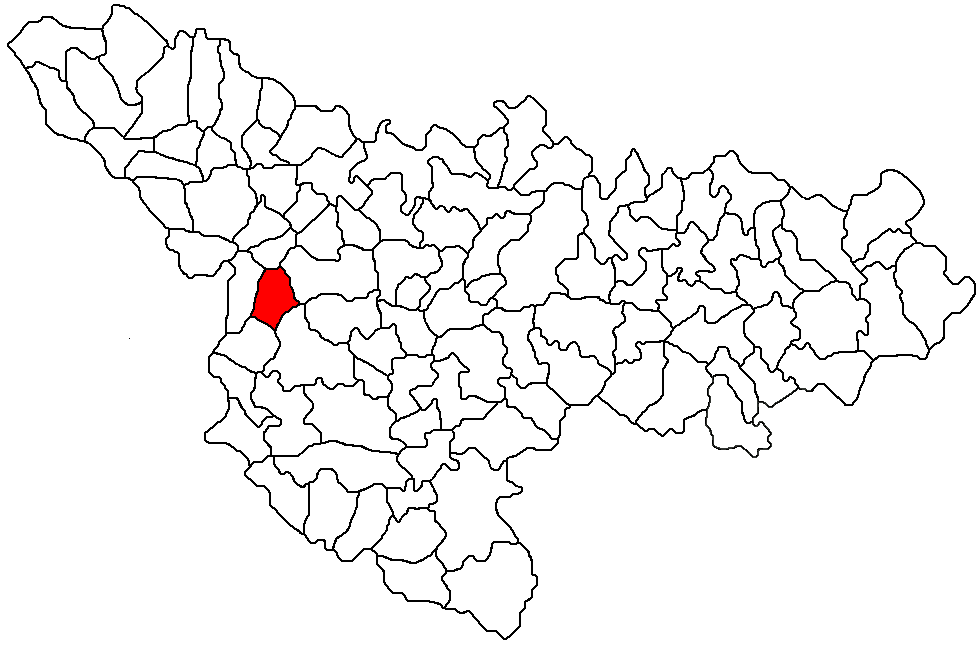
Lage von Cenei im Kreis Timiș

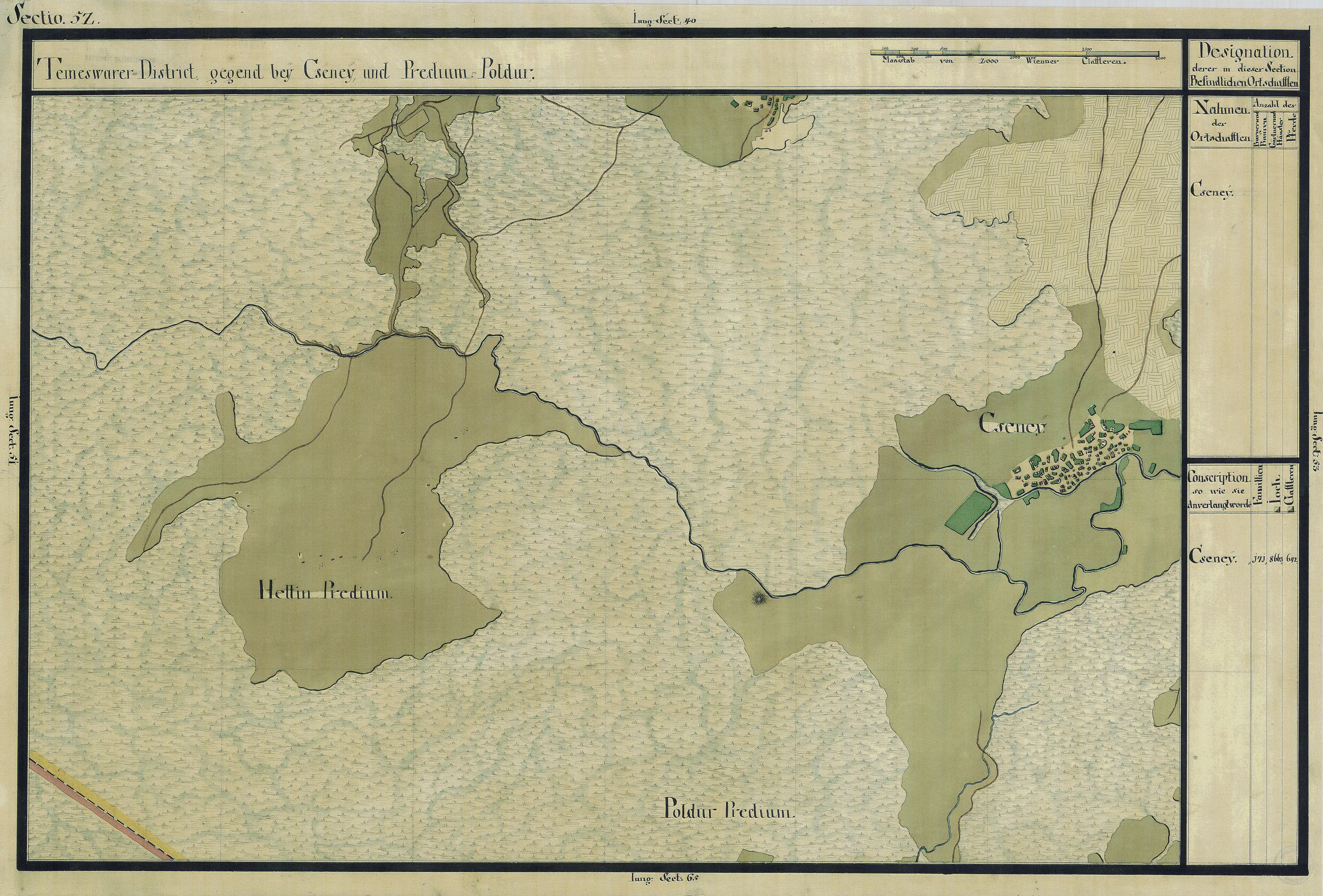
Josefinische Landesaufnahme, Cseney (1769–1772)

Cenei [tʃeˈneʲ] (deutsch Tschene, kroatisch Čenej, ungarisch Csene, serbisch-kyrillisch Ченеј, umgangssprachlich Schini) ist eine Gemeinde im Kreis Timiș, in der Region Banat, im Südwesten Rumäniens. Zu dem Verwaltungsgebiet der Gemeinde Cenei gehört auch das Dorf Bobda.

## Lage
Cenei liegt an der Alten Bega (rumänisch Bega Veche), 28 Kilometer südwestlich von der Kreishauptstadt Timișoara (Temeswar) und 4 Kilometer von der Grenze zu Serbien entfernt.

## Nachbarorte
| Checea            | Cărpiniș                                    | Bobda            |
| Srpska Crnja (RS) | Kompassrose, die auf Nachbargemeinden zeigt | Sânmihaiu German |
| Hetin (RS)        | Uivar                                       | Răuți            |

## Geschichte
Die erste urkundliche Erwähnung des Ortes stammt aus dem Jahr 1221, zur Zeit des Königreichs Ungarn, als die Propstei Ittebe als Grundherr genannt wurde. Im Jahr 1330 gehörte der Ort zur Festung Sárád. Während der Türkenkriege fand in Csenei am 26. August 1696 eine schwere Schlacht statt, in der die Kaiserliche Armee vernichtend geschlagen wurde. Die sogenannten Türkenhügel aus jener Zeit umgeben heute noch das Dorf.
Nach dem Frieden von Passarowitz (1718) war die Ortschaft Teil der Habsburger Krondomäne Temescher Banat. Während der Josefinischen Landesaufnahme war der Ort menschenleer, wie aus der Landkarte von 1723–1725 des Generals Graf Claudius Florimund Mercy hervorgeht. Bald danach wurde der Ort jedoch von Serben, Bulgaren und Rumänen besiedelt.
1740 errichtete ein Bulgare eine Windmühle, 1760 ein Serbe eine Wassermühle, 1780 ein Jude eine Bierbrauerei. 1820 wurden auch Kroaten im Dorf angesiedelt. Die ersten deutschen Siedler kamen Anfang des 19. Jahrhunderts aus den umliegenden Ortschaften und erwarben Felder oder wurden als Handwerker ansässig. 1830 und 1840 wurden von Deutschen drei Rossmühlen gebaut. Nachdem die Alte Bega begradigt und eine Holzbrücke gebaut worden war, errichtete ein Deutscher eine Dampfmühle. 1862 gründete der aus Modosch stammende Stefan Ruttner die erste Apotheke. Das 1890 von einem Kroaten erbaute Große Wirtshaus, später als „Casino Unterstein“ bekannt, ist heute ein Kulturhaus.
In den Jahren 1894–1896 wurde die Hatzfelder Bahn zwischen Zrenjanin–Jimbolia gebaut. Sie erhielt 1897 die Konzession und war bis 1968 in Betrieb. 1912 wurde von den Brüdern Müller die erste elektrische Stromversorgung eingeführt.
Die alte Schule wurde 1840 erbaut. Sie wurde von den deutschen, kroatischen und ungarischen Katholiken auch als Bethaus genutzt. Der Grundstein der Kirche wurde am 18. August 1895 gelegt und im darauffolgenden Jahr fand die Weihe zu Ehren des Heiligen Augustinus statt. 1902 wurde die neue Schule errichtet. Die Orgel der katholischen Kirche in Cenei wurde von Carl Leopold Wegenstein im Jahre 1896 als Opus 64 erbaut. Die Orgel hat eine pneumatische Spiel- und Registertraktur.
Während der ungarischen Herrschaft von 1877–1919 war Cenei Sitz des gleichnamigen Stuhlbezirkes. Gegen den zunehmenden Magyarisierungsdruck setzte sich Karl Edler von Arizi ein. Er brachte 1849 das sogenannte „2. Schwabengesuch“ an den Wiener Hof, in dem der Widerstand der Banater Schwaben gegen die Magyarisierung zum Ausdruck kommt und der Erhalt der deutschen Sprache im öffentlichen Leben gefordert wurde.

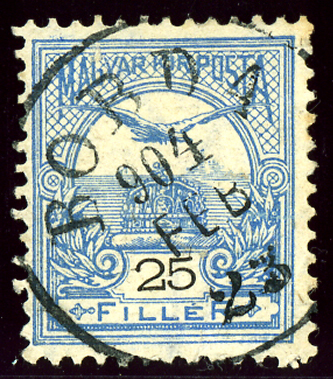
Bobda-Entwertung 1904 (Ungarn-Stempel)

Nach dem Ersten Weltkrieg fiel Cenei infolge des Vertrags von Trianon zunächst an Serbien, wurde aber 1924, gemäß der Belgrader Konvention vom 24. November 1923 dem Königreich Rumänien angeschlossen. 1927 ließ die Gemeinde auf dem Friedhof ein Denkmal zu Ehren der gefallenen Soldaten im Ersten Weltkrieg errichten. In dieses Denkmal wurde später auch eine Inschrift zum Gedenken an die Toten des Zweiten Weltkriegs eingemeißelt.
Im Herbst 1944 flüchteten viele Familien aus Cenei vor der heranrückenden Front über Jugoslawien und Ungarn nach Österreich und Deutschland. Ein großer Teil der Zurückgebliebenen wurde im Januar 1945 zur Zwangsarbeit in die Sowjetunion deportiert. Am 23. Mai 1945 wurde in Rumänien das Bodenreformgesetz verabschiedet, das die entschädigungslose Enteignung des privaten Bodenbesitzes über 50 Hektar sowie des gesamten Grundbesitzes der sogenannten „Kollaborateure“ vorsah. Dieser Gruppe wurden ausnahmslos alle Deutschen, als ehemalige Angehörige der Deutschen Volksgruppe in Rumänien, zugeordnet. Gleichzeitig wurden auch die Häuser der Deutschen entschädigungslos enteignet. Im Frühjahr 1949 wurde die Landwirtschaftliche Produktionsgenossenschaft gegründet. Im Januar 1951 wurden alle sogenannten „Chiaburi“ (Kulaken) in den Bărăgan zwangsumgesiedelt. Sie wurden 1956 aus der Deportation entlassen und bekamen ihre 1945 enteigneten Häuser wieder zurück.
Die bekannteste Persönlichkeit von Cenei ist der 1877 hier geborene Stefan Jäger, der größte Maler der Banater Schwaben. Sein Einwanderungstriptychon wurde 1910 in Cărpiniș festlich enthüllt. Jäger verstarb 1962 in Jimbolia. Heute ist das Gemälde im Adam-Müller-Guttenbrunn-Haus in Timișoara ausgestellt.

## Demographie
Cenei war stets ein gemischtes Dorf, in dem vorwiegend Rumänen, Serben, Deutsche Ungarn und Kroaten lebten.
| 1880 | 7232 | 2649 | 368 | 1759 | 2456  |
| 1910 | 7171 | 2329 | 495 | 1446 | 2901  |
| 1930 | 6845 | 2525 | 637 | 1433 | 2250  |
| 1977 | 5761 | 2840 | 659 | 510  | 1752  |
| 2002 | 4799 | 3051 | 435 | 81   | 1232  |
| 2011 | 2670 | 1795 | 235 | 39   | 430/4 |
| 2021 | 2760 | 1993 | 162 | 21   | 345/3 |

## Persönlichkeiten
- Stefan Jäger (1877–1962), Maler